# Anna Kurnikova
Anna Sergheevna Kurnikova (în rusă Анна Сергеевна Курникова; n. 7 iunie 1981, Moscova, RSFS Rusă, URSS) este o fostă jucătoare profesionistă rusă de tenis.